# الاتحاد الفلسطيني لكرة السلة
تأسس الاتحاد الفلسطيني لكرة السلة في عام 1963 وانضم إلى الاتحاد الدولي لكرة السلة في نفس العام.